# Michaël V Kalaphates
Michaël V Kalaphates, letterlijk de breeuwer (Grieks: Μιχαήλ Ε΄ Καλαφάτης, Mikhaēl V Kalaphatēs) (circa 1015? - 1042) was keizer van Byzantium van 1041 tot 1042. Zijn bijnaam dankte hij aan zijn vader Stephanos, die aanvankelijk schepen breeuwde, maar later onder patronage van zijn invloedrijke broer Johannes admiraal van de vloot werd.
Hij was de zoon van een zuster van keizer Michaël IV; de werkelijke machthebber van het Byzantijnse Rijk was echter zijn oom, de eunuch en minister Johannes Orphanotrophos, die zijn familie van Paphlagonische boeren naar Constantinopel had gehaald om ze in zijn kielzog carrière te laten maken. Kalaphates werd geadopteerd door de keizer en zijn vrouw Zoë, kort voordat Michaël IV in december 1041 kinderloos overleed. Zo kon Michaël V tot keizer worden gekroond.
Omdat hij graag zelf de baas wilde zijn stuurde de jonge keizer meteen zijn oom, de minister Johannes, naar een klooster. In april 1042 stuurde Michaël V ook Zoë en haar zuster Theodora naar een klooster, maar omdat Constantinopel hem als een parvenu beschouwde (hij stamde immers uit een laaggeboren familie uit een achterafstreek), bleef de stad op de hand van de oude keizerin. Er ontstonden rellen rond het paleis en Michaël werd binnen enkele dagen gedwongen zijn wél in het purper geboren tantes terug te roepen. Hun wraak was zoet: Michaël V werd de ogen uitgestoken en gecastreerd en hij werd op zijn beurt naar een klooster overgebracht, waar hij later datzelfde jaar overleed. Zoë en haar zuster Theodora III kwamen nu samen op de troon.
1. ↑  Vergelijk met het Nederlandse woord kalefaten of kalefateren, dat via het Franse 'calfater' afkomstig is uit het Arabische 'qalfata'.